# Сергиенко, Андрей Сергеевич
Андре́й Серге́евич Сергие́нко (укр. Андрій Сергійович Сергієнко, позывной — 2.0; 2004, Петрушин) — украинский военнослужащий, солдат, участник российско-украинской войны. Герой Украины (2024).

## Биография
Родился в 2004 году в селе Петрушин Черниговского района Черниговской области. На момент начала полномасштабного вторжения России в Украину учился на третьем курсе Черниговского профессионального лицея железнодорожного транспорта по специальности маляр-штукатур. Более 40 дней провёл под российской оккупацией. В день своего 18-летия обратился в территориальный центр комплектования, но сразу в армию не был принят. Позже подал заявку в 3-ю отдельную штурмовую бригаду и в апреле 2023 года был зачислен на военную службу. Прошёл обучение и стал стрелком-снайпером.
С первых боёв в июле 2023 года проявил себя как лидер и храбрый воин. В сентябре 2023 года, во время боёв за село Андреевка в Донецкой области, в ходе штурмовых действий за сутки лично уничтожил 24 российских оккупанта, включая двух пулемётчиков, снайпера и гранатомётчика. В марте 2024 года командовал штурмовой группой, воевал на Авдеевском направлении в Донецкой области. В апреле 2024 года выполнял боевые задачи в селе Терны Донецкой области. Под его командованием группа успешно удерживала занятые позиции, отражая штурмы противника. Во время одного из артиллерийских обстрелов, в результате попадания российской мины, получил тяжёлое ранение, в результате которого Андрею Сергиенко ампутировали обе ноги.

## Награды
- Звание «Герой Украины» с удостоением ордена «Золотая Звезда» (30 сентября 2024) — за личное мужество и героизм, проявленные в защите государственного суверенитета и территориальной целостности Украины, верность военной присяге[1].